# Polyura smerdis
Polyura smerdis är en fjärilsart som beskrevs av Moore 1895. Polyura smerdis ingår i släktet Polyura och familjen praktfjärilar. Inga underarter finns listade i Catalogue of Life.